# Polska na Drużynowych Mistrzostwach Europy w Lekkoatletyce 2010

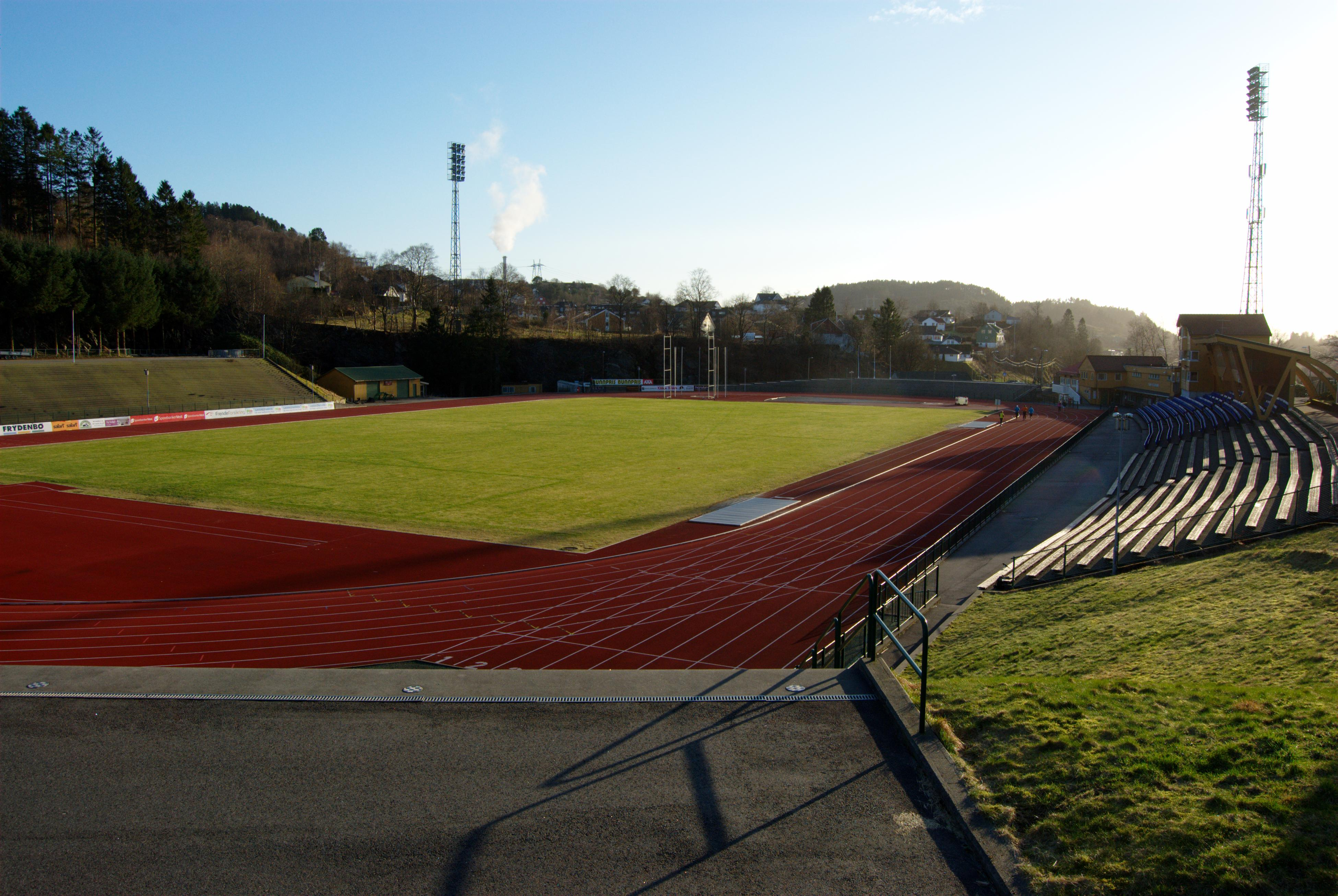
Stadion w Bergen – arena zmagań zawodników w superlidze drużynowych mistrzostw Europy

Polska na Drużynowych Mistrzostwach Europy w Lekkoatletyce 2010 – reprezentacja Polski rywalizowała w zawodach superligi drużynowego czempionatu Starego Kontynentu, które odbyły się na Fana Stadion w norweskim Bergen 19 i 20 czerwca. Kapitanem reprezentacji był mistrz olimpijski w pchnięciu kulą Tomasz Majewski.
Skład reprezentacji został ustalony na podstawie wyników uzyskanych przez polskich lekkoatletów podczas rozegranych na początku czerwca dwóch mityngach European Athletics Outdoor Premium Meetings – bydgoskiego europejskiego festiwalu lekkoatletycznego oraz warszawskiego memoriału Janusza Kusocińskiego.
Po ustanowieniu, 6 czerwca, na stadionie im. Zdzisława Krzyszkowiaka w Bydgoszczy rekordu świata w rzucie młotem nominację na zawody w Bergen uzyskała Anita Włodarczyk jednak z powodu kontuzji kręgosłupa nie mogła wziąć udziału w tych zawodach. Włodarczyk została zastąpiona przez Małgorzatę Zadurę, która dzięki uzyskanemu 13 czerwca w Lublinie wynikowi 70,36 zajmowała drugie miejsce na polskich listach. 14 czerwca Polski Związek Lekkiej Atletyki ogłosił, że w związku z kontuzjami do Bergen nie pojadą Angelika Cichocka oraz Kamil Budziejewski – zawodników tych zastąpili kolejno Agnieszka Leszczyńska oraz Marcin Sobiech. W miejsce Dariusza Kucia, który również stracił miejsce w składzie nie powołano żadnego innego sprintera. Już po przylocie reprezentacji do Norwegii z powodu urazy mięśnia płaszczkowatego prawej nogi ze startu wycofana została sprinterka Marika Popowicz, którą w biegu na 100 metrów zastąpiła Daria Korczyńska.

## Przebieg zawodów

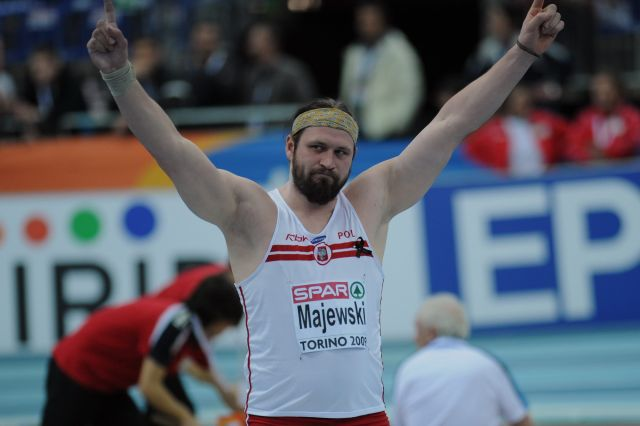
Tomasz Majewski zwyciężył w pchnięciu kulą

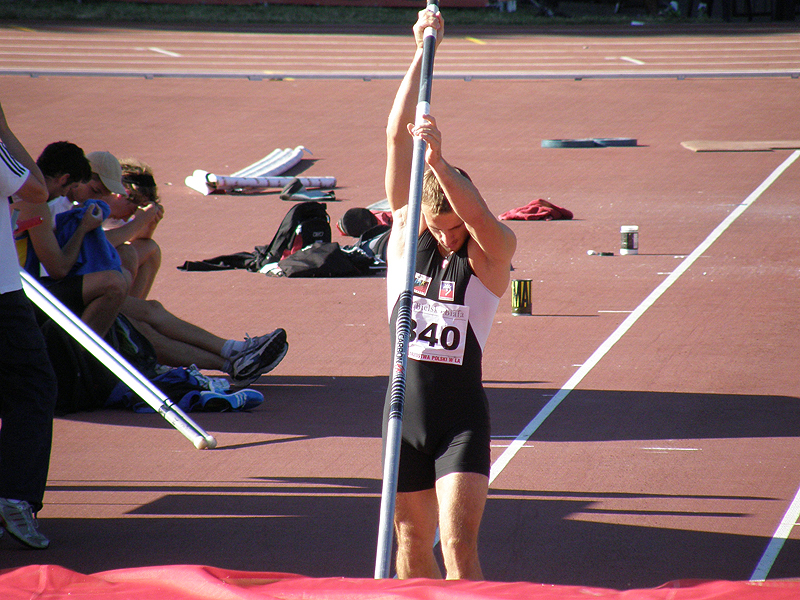
W skoku o tyczce Przemysław Czerwiński zajął drugie miejsce

Pierwszymi konkurencjami, które rozegrano na stadionie w Bergen był skok o tyczce kobiet oraz rzut młotem mężczyzn. Debiutujący po siedmioletniej przerwie w zawodach drużynowych Wojciech Kondratowicz (poprzednio w 2003 startował jeszcze w superlidze pucharu Europy) po pierwszej nieważnej próbie ostatecznie uplasował się na piątej pozycji z wynikiem 73,77. Anna Rogowska po zaliczeniu w drugim podejściu wysokości 4,40 nie zdołała się już poprawić i ostatecznie z tym rezultatem zajęła trzecią pozycję – w czasie rywalizacji tyczkarce dokuczała kontuzja, przez którą tuż po zawodach wyjechała z Norwegii, a ostatecznie nie wzięła udział w rozegranych na początku lipca mistrzostwach Polski seniorów w Bielsku-Białej. Renata Pliś ustanowiła rekord życiowy w biegu na 3000 metrów i zajęła drugie miejsce – także na drugim miejscu na metę biegu na 3000 metrów z przeszkodami przybyła Katarzyna Kowalska. W związku z silnym wiatrem słabe wyniki osiągnęły Joanna Wiśniewska w rzucie dyskiem oraz Magdalena Czenska w rzucie oszczepem. Jedyne zwycięstwo pierwszego dnia zawodów dla reprezentacji Polski zanotował Tomasz Majewski, który z wynikiem 20,63 wygrał rywalizację kulomiotów. Ostatnimi konkurencjami pierwszego dnia czempionatu były biegi rozstawne 4 × 100 metrów, w których kobieca reprezentacja była szósta, a męska uplasowała się czwartym miejscu. Z dorobkiem 143 punktów Polska zajmowała po pierwszym dniu zawodów szóstą lokatę w klasyfikacji imprezy i traciła do liderujących Rosjan 69 punktów.
W niedzielę 20 czerwca reprezentanci Polski zagłosowali w wyborach prezydenckich. Drugi dzień zawodów rozpoczął się od rywalizacji młociarek i skoczków o tyczce. Przemysław Czerwiński zajął z wynikiem 5,70 drugą lokatę w skoku o tyczce – zwyciężył Renaud Lavillenie. Małgorzata Zadura w konkursie rzutu młotem zajęła dopiero 11. pozycję. W biegu na 110 metrów przez płotki Artur Noga był drugi, a Tomasz Szymkowiak z czasem 8:31,53 odniósł jedyne zwycięstwo dla Polski w drugim dniu czempionatu wygrywając bieg na 3000 metrów z przeszkodami. W rzucie dyskiem Piotr Małachowski, który przez pierwsze trzy kolejki prowadził w konkursie ostatecznie uległ reprezentantowi Niemiec Robertowi Hartingowi. W innej konkurencji technicznej – rzucie oszczepem – Igor Janik w drugiej próbie osiągnął wynik 76,47 i ostatecznie zajął dopiero siódme miejsce. Prowadzący przed drużynowym czempionatem na europejskich listach w biegu na 800 metrów Marcin Lewandowski zajął w Bergen trzecią lokatę z czasem 1:45,74. Czwarte miejsce w biegu na 400 metrów przez płotki zajęła Anna Jesień. W rywalizacji kulomiotek Agnieszka Bronisz uzyskała wynik 17,00 poprawiając swój najlepszy tegoroczny wynik o ponad pół metra (przed starem w Norwegii wynosił on 16,38). Rywalizację w zawodach kończyły biegi rozstawne 4 × 400 metrów – Polacy zajęli w sztafecie ostatecznie piąte miejsce, a Polki były dziewiąte. W klasyfikacji punktowej Polska zajęła szóste miejsce z 284 punktami, pokonując tylko o pół punktu Włochów – drużynowym mistrzem Europy zostali Rosjanie. Kilka miesięcy po mistrzostwach polska trójskoczkini Joanna Skibińska została zdyskwalifikowana za doping, anulowano wszystkie rezultaty zawodniczki od dnia przeprowadzenia testu (30 maja 2010), zatem także jej 7. miejsce podczas drużynowych mistrzostw Europy – Polsce odebrano 6 punktów zdobytych przez Skibińską, co spowodowało, że ostatecznie polska reprezentacja została sklasyfikowana na 7. miejscu (za Włochami).

## Skrócone przepisy rozgrywania zawodów
W biegach sprinterskich oraz sztafetowych rozgrywane były dwie serie, a w każdej z nich brali udział przedstawiciele 6 reprezentacji. Rywalizacja na dystansach 800 metrów, 1500 metrów, 3000 metrów, 3000 metrów z przeszkodami oraz 5000 metrów odbywała się jednej serii. Zawodnicy startujący w konkurencjach technicznych – pchnięciu kulą, rzucie dyskiem, młotem i oszczepem – mieli do dyspozycji trzy próby, po których najlepsza czwórka miała prawo oddać jeszcze jeden rzut.

## Wyniki reprezentantów Polski
| SB – najlepszy wynik w sezonie 2010 \| PB – rekord życiowy \| w – wynik uzyskany przy zbyt sprzyjającym wietrze |

| Pozycja:        | 1  | 2  | 3  | 4 | 5 | 6 | 7 | 8 | 9 | 10 | 11 | 12 |
| --------------- | -- | -- | -- | - | - | - | - | - | - | -- | -- | -- |
| Liczba punktów: | 12 | 11 | 10 | 9 | 8 | 7 | 6 | 5 | 4 | 3  | 2  | 1  |

### Mężczyźni

#### Konkurencje biegowe

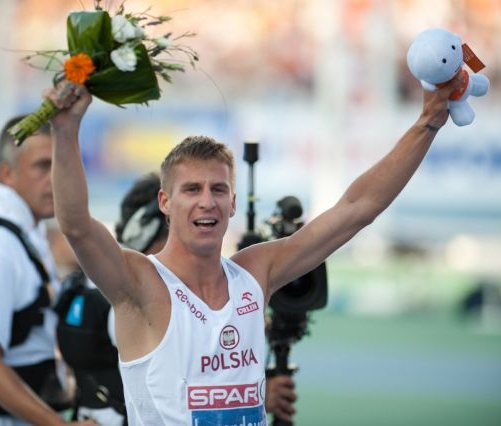
Marcin Lewandowski w biegu na 800 metrów zajął trzecią lokatę

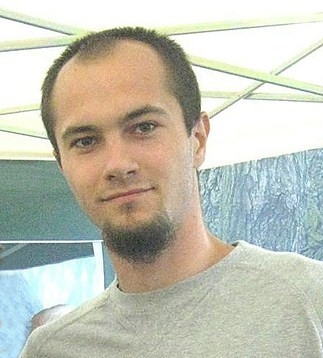
W biegu na 110 metrów przez płotki Artur Noga był drugi

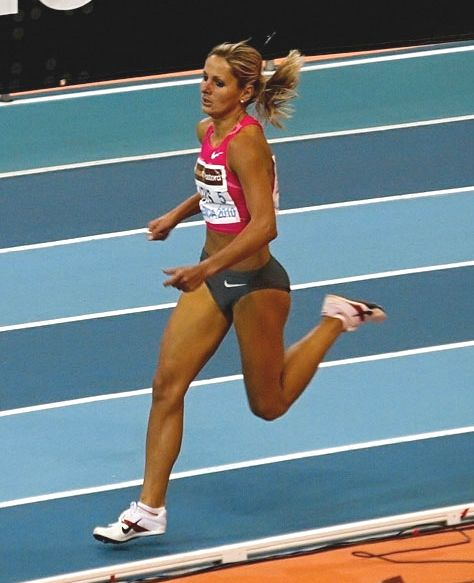
Sylwia Ejdys zajęła 7. miejsce w biegu na 1500 metrów

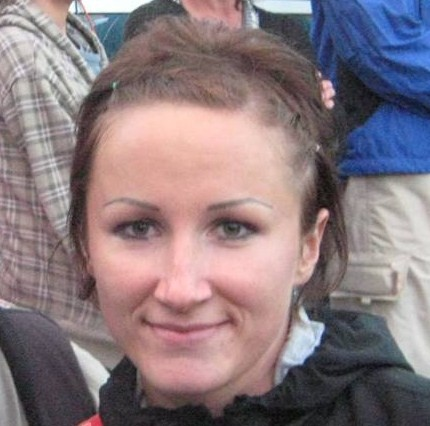
Sztafeta 4 x 100 metrów z Martą Jeschke (na zdjęciu) w składzie zajęła 6. miejsce

| Konkurencja                   | Zawodnik                                                            | Rezultat    | Pozycja w serii | Pozycja końcowa | Punkty      | Źródło |
| ----------------------------- | ------------------------------------------------------------------- | ----------- | --------------- | --------------- | ----------- | ------ |
| Bieg na 100 metrów            | Paweł Stempel                                                       | 10,48       | 5. miejsce      | 7. miejsce      | 6. punktów  | [ 15 ] |
| Bieg na 200 metrów            | Kamil Kryński                                                       | 20,89       | 6. miejsce      | 8. miejsce      | 5. punktów  | [ 21 ] |
| Bieg na 400 metrów            | Piotr Klimczak                                                      | 47,00       | 6. miejsce      | 7. miejsce      | 6. punktów  | [ 15 ] |
| Bieg na 800 metrów            | Marcin Lewandowski                                                  | 1:45,74     | –               | 3. miejsce      | 10. punktów | [ 21 ] |
| Bieg na 1500 metrów           | Mateusz Demczyszak                                                  | 3:47,16     | –               | 4. miejsce      | 9. punktów  | [ 15 ] |
| Bieg na 3000 metrów           | Bartosz Nowicki                                                     | 8:20,16     | –               | 5. miejsce      | 8. punktów  | [ 21 ] |
| Bieg na 5000 metrów           | Radosław Kłeczek                                                    | 14:01,41 SB | –               | 8. miejsce      | 5. punktów  | [ 15 ] |
| Bieg na 110 m przez płotki    | Artur Noga                                                          | 13,54       | 2. miejsce      | 2. miejsce      | 11. punktów | [ 21 ] |
| Bieg na 400 m przez płotki    | Rafał Omelko                                                        | 52,70       | 3. miejsce      | 9. miejsce      | 4. punkty   | [ 15 ] |
| Bieg na 3000 m z przeszkodami | Tomasz Szymkowiak                                                   | 8:31,53     | –               | 1. miejsce      | 12. punktów | [ 21 ] |
| Sztafeta 4 × 100 metrów       | Robert Kubaczyk Paweł Stempel Kamil Masztak Kamil Kryński           | 39,09       | 3. miejsce      | 4. miejsce      | 9. punktów  | [ 15 ] |
| Sztafeta 4 × 400 metrów       | Marcin Marciniszyn Daniel Dąbrowski Kacper Kozłowski Piotr Klimczak | 3:04,52     | 5. miejsce      | 5. miejsce      | 8. punktów  | [ 21 ] |

#### Konkurencje techniczne

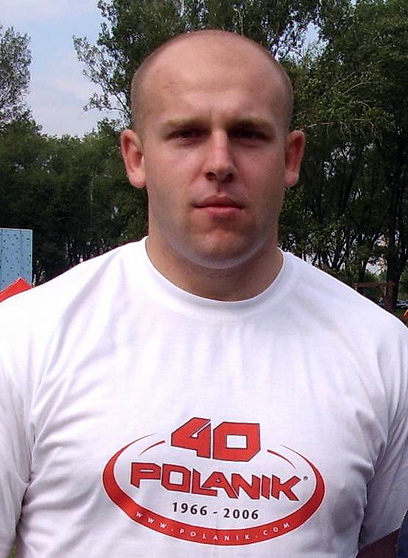
Piotr Małachowski zajął drugie miejsce w rzucie dyskiem

| Konkurencja    | Zawodnik              | Rezultat | Pozycja    | Punkty      | Źródło |
| -------------- | --------------------- | -------- | ---------- | ----------- | ------ |
| Skok wzwyż     | Sylwester Bednarek    | 2,18     | 8. miejsce | 5. punktów  | [ 15 ] |
| Skok o tyczce  | Przemysław Czerwiński | 5,60     | 2. miejsce | 11. punktów | [ 21 ] |
| Skok w dal     | Krzysztof Lewandowski | 7,53w    | 8. miejsce | 5. punktów  | [ 15 ] |
| Trójskok       | Adrian Świderski      | 16,12    | 8. miejsce | 5. punktów  | [ 21 ] |
| Pchnięcie kulą | Tomasz Majewski       | 20,63    | 1. miejsce | 12. punktów | [ 15 ] |
| Rzut dyskiem   | Piotr Małachowski     | 65,55    | 2. miejsce | 11. punktów | [ 21 ] |
| Rzut młotem    | Wojciech Kondratowicz | 73,77    | 5. miejsce | 8. punktów  | [ 15 ] |
| Rzut oszczepem | Igor Janik            | 76,47    | 7. miejsce | 6. punktów  | [ 21 ] |

### Kobiety

#### Konkurencje biegowe
| Konkurencja                   | Zawodnik                                                         | Rezultat    | Pozycja w serii | Pozycja końcowa | Punkty      | Źródło |
| ----------------------------- | ---------------------------------------------------------------- | ----------- | --------------- | --------------- | ----------- | ------ |
| Bieg na 100 metrów            | Daria Korczyńska                                                 | 11,51 SB    | 3. miejsce      | 9. miejsce      | 4. punkty   | [ 15 ] |
| Bieg na 200 metrów            | Weronika Wedler                                                  | 23,47       | 6. miejsce      | 6. miejsce      | 7. punktów  | [ 21 ] |
| Bieg na 400 metrów            | Agata Bednarek                                                   | 54,59       | 2. miejsce      | 7. miejsce      | 6. punktów  | [ 15 ] |
| Bieg na 800 metrów            | Agnieszka Leszczyńska                                            | 2:05,64     | –               | 11. miejsce     | 2. punkty   | [ 15 ] |
| Bieg na 1500 metrów           | Sylwia Ejdys                                                     | 4:14,45     | –               | 7. miejsce      | 6. punktów  | [ 21 ] |
| Bieg na 3000 metrów           | Renata Pliś                                                      | 9:08,94 PB  | –               | 2. miejsce      | 11. punktów | [ 15 ] |
| Bieg na 5000 metrów           | Wioletta Frankiewicz-Janowska                                    | 15:37,83 SB | –               | 6. miejsce      | 7. punktów  | [ 21 ] |
| Bieg na 100 m przez płotki    | Joanna Kocielnik                                                 | 13,04 SB    | 4. miejsce      | 5. miejsce      | 8. punktów  | [ 21 ] |
| Bieg na 400 m przez płotki    | Anna Jesień                                                      | 56,79       | 4. miejsce      | 4. miejsce      | 9. punktów  | [ 15 ] |
| Bieg na 3000 m z przeszkodami | Katarzyna Kowalska                                               | 9:43,40     | –               | 3. miejsce      | 10. punktów | [ 15 ] |
| Sztafeta 4 × 100 metrów       | Anna Kiełbasińska Daria Korczyńska Marta Jeschke Weronika Wedler | 43,97       | 5. miejsce      | 6. miejsce      | 7. punktów  | [ 15 ] |
| Sztafeta 4 × 400 metrów       | Izabela Kostruba Aneta Jakóbczak Agata Bednarek Anna Jesień      | 3:33,78     | 6. miejsce      | 9. miejsce      | 4. punkty   | [ 21 ] |

#### Konkurencje techniczne
| Konkurencja    | Zawodnik             | Rezultat | Pozycja     | Punkty      | Źródło |
| -------------- | -------------------- | -------- | ----------- | ----------- | ------ |
| Skok wzwyż     | Justyna Kasprzycka   | 1,75     | 12. miejsce | 1. punkt    | [ 21 ] |
| Skok o tyczce  | Anna Rogowska        | 4,40     | 3. miejsce  | 10. punktów | [ 15 ] |
| Skok w dal     | Małgorzata Trybańska | 6,47     | 5. miejsce  | 8. punktów  | [ 21 ] |
| Trójskok       | Joanna Skibińska     | 13,89    | 7. miejsce  | 6. punktów  | [ 15 ] |
| Pchnięcie kulą | Agnieszka Bronisz    | 17,00 SB | 5. miejsce  | 8. punktów  | [ 21 ] |
| Rzut dyskiem   | Joanna Wiśniewska    | 54,25    | 5. miejsce  | 8. punktów  | [ 15 ] |
| Rzut młotem    | Małgorzata Zadura    | 65,08    | 11. miejsce | 2. punkty   | [ 21 ] |
| Rzut oszczepem | Magdalena Czenska    | 48,51    | 11. miejsce | 2. punkty   | [ 15 ] |